# روبي براون
روبي براون (بالإنجليزية: Robbie Brown)‏ هو لاعب هوكي الجليد بريطاني، ولد في 30 نوفمبر 1990 في بلفاست في المملكة المتحدة.

## وصلات خارجية
- روبي براون على موقع EliteProspects.com (الإنجليزية)